# Primnoella polita
Primnoella polita är en korallart som beskrevs av Elisabeth Deichmann 1936. Primnoella polita ingår i släktet Primnoella och familjen Primnoidae. Inga underarter finns listade i Catalogue of Life.